# Ali Nullmeyer
Ali Nullmeyer (Toronto, 21 agosto 1998) è una sciatrice alpina canadese.

## Biografia
Ali Nullmeyer ha fatto il suo esordio direttamente in Nor-Am Cup il 13 dicembre 2014, in uno slalom speciale a Panorama, non riuscendo a concludere la gara; il 15 dicembre 2015, nella stessa località, ha conquistato il suo primo podio arrivando seconda in slalom speciale. Ha partecipato ai II Giochi olimpici giovanili invernali di Lillehammer 2016, vincendo la medaglia d'argento nello slalom speciale. Ai Mondiali di Sankt Moritz 2017, suo esordio iridato, si è classificata 27ª nello slalom speciale.
Il 12 marzo 2017 ha vinto la medaglia d'oro nella gara a squadre ai Mondiali juniores del 2017 a Åre in Svezia; il giorno dopo ha conquistato la medaglia d'argento in slalom speciale. Al termine della stagione si è aggiudicata la Nor-Am Cup generale, concludendo prima anche nella classifica di slalom speciale. Ha debuttato in Coppa del Mondo l'8 marzo 2019 a Špindlerův Mlýn in slalom gigante, senza qualificarsi per la seconda manche; ai Mondiali di Cortina d'Ampezzo 2021 si è classificata 24ª nello slalom speciale. L'anno dopo ai XXIV Giochi olimpici invernali di Pechino 2022, sua prima presenza olimpica, si è piazzata 21ª nello slalom speciale; nella medesima specialità ai Mondiali di Courchevel/Méribel 2023 è stata 12ª e a quelli di Saalbach-Hinterglemm 2025 non ha completato la gara.

## Palmarès

### Mondiali juniores
- 2 medaglie:
  - 1 oro (gara a squadre a Åre 2017)
  - 1 argento (slalom speciale a Åre 2017)

### Giochi olimpici giovanili
- 1 medaglia:
  - 1 argento (slalom speciale a Lillehammer 2016)

### Coppa del Mondo
- Miglior piazzamento in classifica generale: 35ª nel 2024

### Coppa Europa
- Miglior piazzamento in classifica generale: 139ª nel 2016

### Nor-Am Cup
- Vincitrice della Nor-Am Cup nel 2017
- Vincitrice della classifica di slalom speciale nel 2017
- 17 podi:
  - 8 vittorie
  - 7 secondi posti
  - 2 terzi posti

#### Nor-Am Cup - vittorie
| Data             | Località        | Paese       | Specialità |
| ---------------- | --------------- | ----------- | ---------- |
| 3 gennaio 2017   | Burke Mountain  | Stati Uniti | GS         |
| 5 gennaio 2017   | Burke Mountain  | Stati Uniti | SL         |
| 1º febbraio 2017 | Vail            | Stati Uniti | SL         |
| 2 febbraio 2017  | Vail            | Stati Uniti | SL         |
| 4 febbraio 2017  | Copper Mountain | Stati Uniti | GS         |
| 18 marzo 2017    | Val Saint-Côme  | Canada      | SL         |
| 6 febbraio 2020  | Osler Bluff     | Canada      | SL         |
| 1º marzo 2023    | Osler Bluff     | Canada      | SL         |

Legenda:

GS = slalom gigante

SL = slalom speciale

### Campionati canadesi
- 2 medaglie[1]:
  - 1 argento (combinata alpina nel 2016)
  - 1 bronzo (slalom gigante nel 2017)